# Покрет Левијатан
Покрет Левијатан је крајње десничарска ултранационалистичка политичка странка у Србији која првенствено ради као организација за заштиту животиња. Странку води Павле Бихали, унук покојног српско-јеврејског академика и комунистe Павла Бихалија и пранећак Отоa Бихаљи-Меринa.
У јулу 2023. Врховно јавно тужилаштво је затражило од Уставнога суда забрану ове политичке странке због кршења Устава и закона Србије и то у три основа: угрожавање мањинских и људских права, деловање усмерено на ширење расне, верске и националне мржње и деловање као паравојна организација.

## Историјат
Организација је основана 2015. године као организација која се залаже за права и заштиту животиња. Од тада је организација брзо привукла пажњу и постала је највећа организација за заштиту животиња на простору Србије и бивше Југославије. Покрет је 2016. године постао популаран када су се на друштвеним мрежама појавили видео снимци чланова организације како спасавају животиње, као и видео снимци у којима нуде награду за информације о злостављачима животиња. У почетку се покрет фокусирао само на питања права животиња, откривајући злостављаче животиња и одузимајући им животиње. Покрет се такође бави политичким питањима.
Године 2020, организација је најавила да ће формирати странку која ће учествовати у српским парламентарним изборима 2020 у коалицији са покретом Живим за Србију.

## Контроверзе
Левијатан је од стране појединих медија критикован због свог понашања против људских права. У новембру 2018. лидери покрета Павле Бихали и Александар Буханац ухапшени су због претњи на Фејсбуку али су пуштени убрзо након тога. Чак и након овога, Бихали је наставио да прети људима на друштвеним мрежама, укључујући малолетнике.
Током 2020. медиј Нова С оптужио је Павла Бихалија да је његова организација за заштиту животиња само параван за десничарску организацију.
У октобру 2020. полиција у Београду ухапсила је шест чланова Левијатана за које се сумња да су претукли једну особу почетком октобра 2020.
У мају 2021. повереник за заштиту равноправности је наложио Покрету Левијатан да престане са објављивањем дискриминаторних садржаја и да уклони већ постојећи садржај којим наводно подстиче мржњу према Ромима.
У септембру 2021, два члана Левијатана су ухапшени пошто су оштетили улаз простора у ком се одржавао Прајд форум.

## Резултати избора
| Избори | Носилац изборне листе | № гласова | % важећих гласова | № мандата | #          | Коалиције            | Влада            |
| ------ | --------------------- | --------- | ----------------- | --------- | ---------- | -------------------- | ---------------- |
| 2020   | Павле Бихали          | 22.691    | 0,7%              | 0 / 250   | Стагнација | са Живим за Србију   | ванпарламентарна |
| 2022   | Павле Бихали          | 9.569     | 0,25%             | 0 / 250   | Стагнација | Руски мањински савез | ванпарламентарна |